# Breadalbane
Breadalbane est un village du comté de Queens de l'Île-du-Prince-Édouard, au Canada.

## Histoire
Breadalbane fut incorporé comme village en 1991. Le village était important comme un centre local à la fin du XIXe siècle. Plusieurs manufactures étaient là et jusqu'à dernièrement, un barrage existait encore au milieu du village.
Breadalbane a un centre communautaire et une bibliothèque; aussi le village était la première gare à l'est de Emerald Junction du chemin de fer de l'Île-du-Prince-Édouard.

## Démographie
| 2001 | 2006 | 2011 | 2016 |
| ---- | ---- | ---- | ---- |
| 170  | 172  | 173  | 167  |

## Personnalités
Pour une petite communauté de moins de 200 habitants, Breadalbane est le domicile de plusieurs personnalités culturelles. Résidents, déjà résidents ou visiteurs fréquents incluent la peintre Hilda Woolnough, l'auteur Reshard Gool, le potier Malcolm Stanley, le cinéaste John Hopkins, le neuropsychologue Philip Corsi, la productrice gagnante des prix Gemini et Emmy Cheryl Wagner, le chanteur folk Allan Rankin  et la biologiste Irené Novaczek.